# 蛇鳞

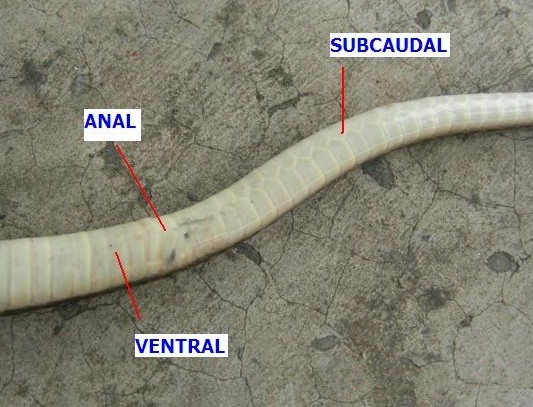
尾部蛇鳞示意图
----
图例
----
ANAL – 肛鳞
VENTRAL – 腹鳞
SUBCAUDAL – 尾下鳞
----

蛇鳞是覆盖在爬行纲有鳞目蛇亚目物种身体上的角质鳞片，角质鳞片的相邻部分以薄层相联，因而构成完整的鳞被，对于防止体内水分蒸发有重要作用。陆栖和树栖类蛇的腹鳞能在肌肉作用下前后运动，是其爬行的主要工具。蛇鳞的形状、大小、数量、分布排列方式等也是分类的重要依据。

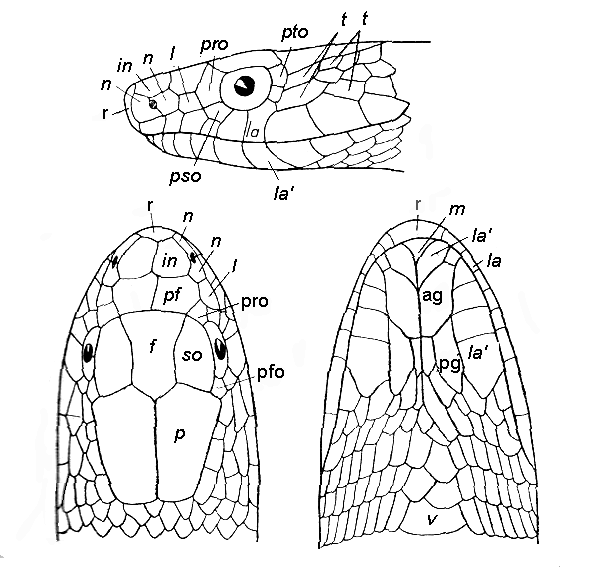
头部蛇鳞示意图。
----
图例
----
ag – 前颔片（Anterior chin shield，Anterior genials scale）
f – 额鳞（Frontal）
in – 鼻间鳞（Internasal）
l – 颊鳞（Loreal）
la – 上唇鳞（Supralabial）
la' – 下唇鳞（Infralabial）
m – 颏鳞（Mental）
n – 鼻鳞（Nasal）
p – 顶鳞（Parietal）
pf – 前额鳞（Prefrontal）
pg – 后颔片（Posterior chin shield，Posterior genials scale）
pro – 眶前鳞（Preocular）
pso – 眶前下鳞（Presubocular）
pto – 眶后鳞（Postocular）
r – 吻鳞（Rostral）
so – 眶上鳞（Supraocular）
t – 前、后颞鳞（Temporal）
v – 第一行腹鳞（Ventral）
----